# Teriańskie Stawy

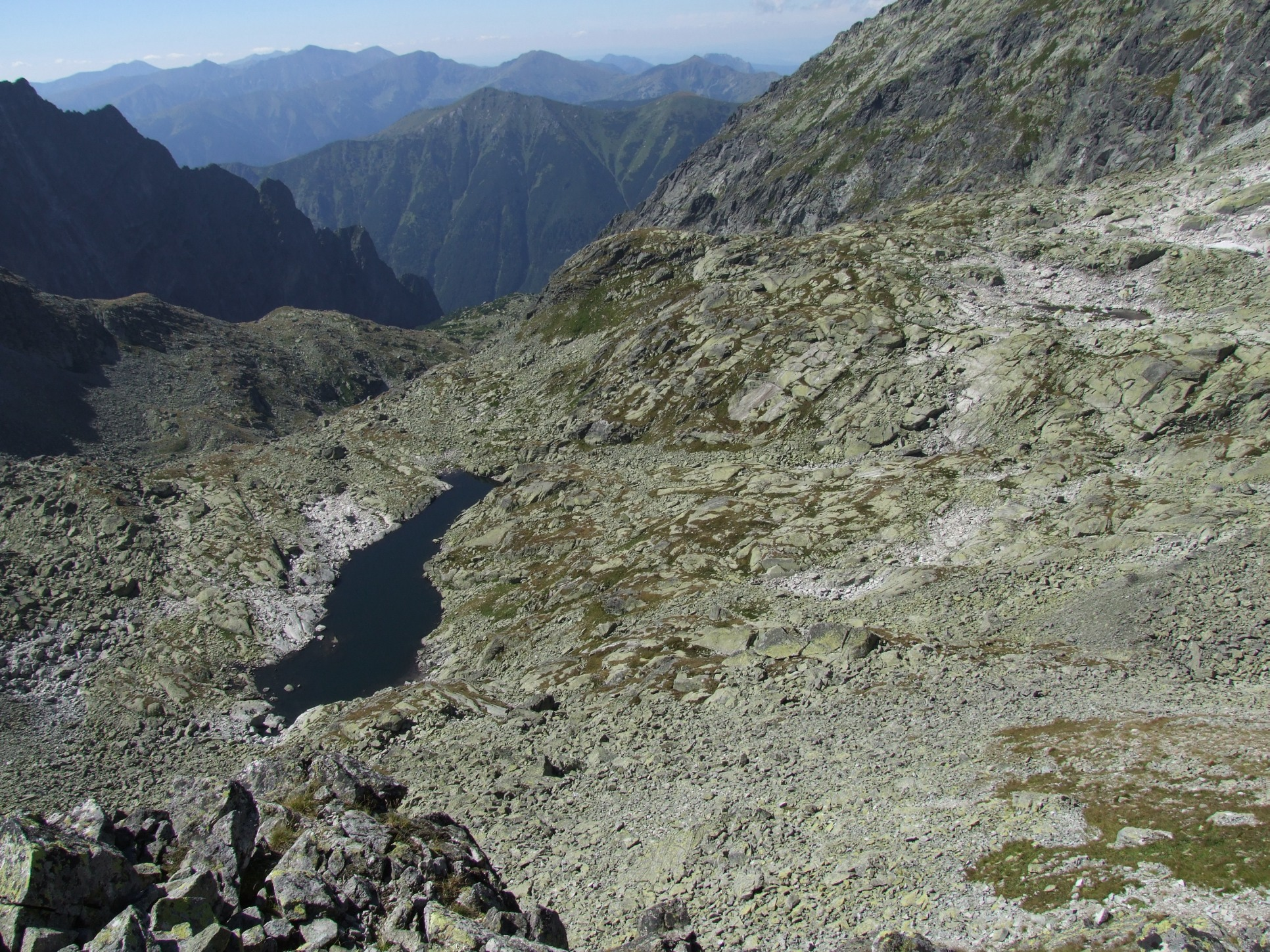
Wyżni Teriański Staw

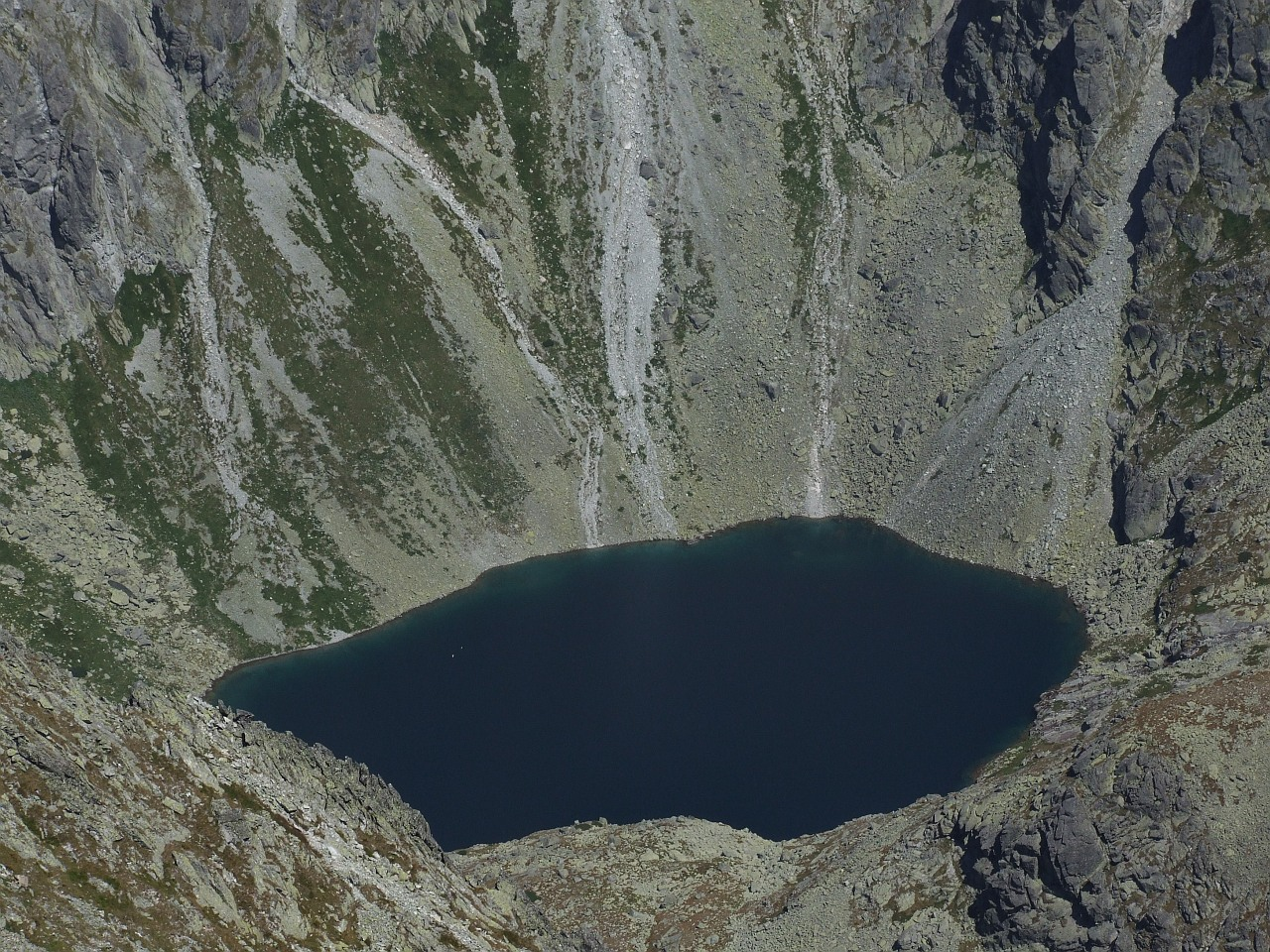
Niżni Teriański Staw

Teriańskie Stawy (niem. Terianskoseen, słow. Terianske plesa, węg. Terianszko-tavak) – grupa dziewięciu stawów w Tatrach Wysokich po stronie słowackiej, położonych w Niewcyrce na wysokości od 1947 do ok. 2210 m. Są to:
- Niżni Teriański Staw (1947 m – największy i najbardziej znany, czasem zwany krótko Teriańskim Stawem),
- Wyżni Teriański Staw (2124 m),
- Mały Teriański Stawek (2115 m – najmniejszy i najmniej znany, często pomijany w pomiarach[3]).

Woda z tych stawów zasila Niewcyrski Potok, który opadając z wysokiego progu skalnego doliny Niewcyrki, tworzy trzy wodospady zwane Niewcyrskimi Siklawami.
- Teriańskie Oka – 6 niewielkich stawów położonych na Teriańskiej Równi. Po raz pierwszy opisał je Władysław Cywiński w 2008 r. w 14 tomie swojego przewodnika wspinaczkowego[2].

Pochodzenie nazwy stawów nie jest jasne. Dolina Niewcyrka bywała dawniej nazywana także Doliną Teriańską. Jednak element nazewniczy „Terianska” lub „Teriansko” występuje czasem na starszych mapach regionu, gdzie jest umieszczany poza obrysem całej doliny Niewcyrki (np. na austriackiej tzw. Spezialkarte 1:75 000 z 1876 r. leży ok. 1 km od jej zachodnich krańców i 2 km ku południowemu zachodowi od stawów, już po zachodniej stronie Krywania).
Od nazwy stawów pochodzą nowsze nazwy w rejonie, np. Teriańskich Turni i Teriańskich Przełęczy w Grani Hrubego Wierchu.
Stawy te znajdują się na obszarze ochrony ścisłej i nie prowadzą do nich żadne szlaki turystyczne. Jednak silnie zaznaczają się one (zwłaszcza Niżni) w panoramie z licznie odwiedzanego wierzchołka Krywania.